# جيريمي ألين
جيريمي ألين (بالإنجليزية: Jeremy Allen)‏ (11 يونيو 1971 في أستراليا - ) هو لاعب كريكت أسترالي. لعب مع فريق غرب أستراليا للكريكت ‏.

## وصلات خارجية
- جيريمي ألين على موقع إي آس بي آن كريك إنفو (الإنجليزية)